# 俄羅斯業餘足球聯賽
俄羅斯業餘球會錦標賽（丙組） (俄语：Первенство России среди любительских футбольных клубов (III дивизион))，簡稱俄丙，是俄羅斯足球聯賽系統的第 4 級別，亦是聯賽的最低級別，亦稱為俄羅斯業餘足球聯賽(Любительская футбольная лига)，是由俄羅斯業餘足球聯盟所舉辦的，現時聯賽為半職業。每季共有10支球隊從升班至職業聯賽(俄乙)，每支取得升班資格的球隊可以選擇留在業餘聯賽，但亦可在財政狀況較佳的情況下選擇升班。聯賽分為10個地區組別
從1994-1997年，俄丙屬於職業聯賽，但只1998年起卻改為業餘聯賽。